# Дојлстаун (Висконсин)
Дојлстаун (енгл. Doylestown) град је у америчкој савезној држави Висконсин.

## Демографија
По попису из 2010. године број становника је 297, што је 31 (-9,5%) становника мање него 2000. године.
| Група             | 2000.       | 2010.       |
| Белци             | 311 (94,8%) | 288 (97,0%) |
| Афроамериканци    | 2 (0,6%)    | 0 (0,0%)    |
| Азијати           | 0 (0,0%)    | 0 (0,0%)    |
| Хиспаноамериканци | 14 (4,3%)   | 6 (2,0%)    |
| Укупно            | 328         | 297         |